# حشره‌خوار اوپمبا
 حشره‌خوار اوپمبا (نام علمی: Crocidura zimmeri) نام یک گونه از سرده حشره‌خوارهای دندان‌سفید است.